# San Juan Bautista, San José Chiapa
San Juan Bautista är en ort i Mexiko.   Den ligger i kommunen San José Chiapa och delstaten Puebla, i den sydöstra delen av landet, 150 km öster om huvudstaden Mexico City. San Juan Bautista ligger 2 358 meter över havet och antalet invånare är 179.
Terrängen runt San Juan Bautista är huvudsakligen platt, men åt nordost är den kuperad. Runt San Juan Bautista är det ganska tätbefolkat, med 239 invånare per kvadratkilometer. Närmaste större samhälle är San Salvador El Seco, 17,4 km söder om San Juan Bautista. Omgivningarna runt San Juan Bautista är en mosaik av jordbruksmark och naturlig växtlighet.